# 20342 Trinh
A 20342 Trinh (ideiglenes jelöléssel 1998 HB97) a Naprendszer kisbolygóövében található aszteroida. A LINEAR projekt keretében fedezték fel 1998. április 21-én.